# Профсоюзы Кабо-Верде
Профсоюзы на Кабо-Верде действовали в трёх различных периодах: до обретения страной независимости от Португалии в 1975 году, с 1975 по 1990 год при однопартийном правлении Африканской партии независимости Кабо-Верде и с 1990 года в условиях многопартийной и профсоюзной среды. 
В то время как конституция защищает право на организацию и создание профсоюзов без каких-либо ограничений, право на забастовку ограничено. В настоящее время существуют два национальных профсоюзных центра: Конфедерация свободных профсоюзов Кабо-Верде (CCSL) и Национальный союз трудящихся Кабо-Верде — Центральный профсоюз (UNTC-CS). 

## Колониальный период
До 1975 года организованные рабочие были в основном представлены в профессиональных структурах, которые мало занимались деятельностью профсоюзного характера, такой как ведение коллективных переговоров.

## Период независимости
В 1975 году была учреждена Профсоюзная группа действий (GAS), что позже привело к созданию Организационного комитета Союза Кабо-Верде (COSCV). На Национальной конференции профсоюзов в Прае в сентябре 1978 года GAS была преобразована в Национальный союз трудящихся Кабо-Верде – Центральный профсоюз (UNTC-CS). Конфедерация свободных профсоюзов Кабо-Верде существует с 1992 года.